# Стюартова овесарка
Стюартова овесарка (Emberiza stewarti) е вид птица от семейство Овесаркови (Emberizidae).

## Разпространение
Видът е разпространен в Афганистан, Индия, Иран, Казахстан, Киргизстан, Пакистан, Таджикистан, Туркменистан и Узбекистан.